# Elecciones generales de Granada de 1951
Las elecciones generales de Granada de 1951 tuvieron lugar el 10 de octubre del mencionado año con el objetivo de renovar los ocho escaños electos del Consejo Legislativo del archipiélago, entonces una colonia del Imperio británico. Se trató de las primeras elecciones bajo sufragio universal en la historia del territorio y fueron un evento clave en el proceso hacia el autogobierno y la independencia del país caribeño dos décadas más tarde. Sin embargo, el Consejo por entonces tenía poderes legislativos muy limitados, todavía tenía siete miembros designados por el gobierno británico y las políticas ejecutivas seguían en manos de un administrador designado por el gobierno británico.
Los comicios siguieron a una serie de intensas huelgas organizadas por un conjunto de sindicatos exigiendo mejores condiciones laborales y derechos políticos al régimen colonial británico. La contienda se centró en el ocaso del liderazgo de Theophilus Albert Marryshow, político radical y dirigente sindical que había encabezado varias de las luchas de los sindicatos por mayores concesiones y derechos al gobierno británico, y el ascenso de un líder populista más agresivo en la lucha por la independencia y el gobierno representativo en el archipiélago, Eric Gairy. Marryshow disputó las elecciones bajo la bandera del Comité de Acción de Granada (GAC), mientras que Gairy encabezó a la «Unión de Trabajadores Manuales y Metalúrgicos» (MMWU), cuyo brazo político fue el Partido Popular de Granada (GPP), más tarde renombrado como «Partido Laborista Unido de Granada» (GULP). Hubo cinco candidatos que se presentaron como independientes.
Los resultados dieron una abrumadora victoria a la MMWU, que logró un 68,84% de los votos válidamente emitidos y se impuso en seis de las ocho circunscripciones, garantizando para Gairy el control del Consejo Legislativo. El propio Gairy triunfó en la circunscripción de Saint George con más del 80% de los votos. El GAC vio limitada su influencia a la circunscripción de las islas Carriacou y Pequeña Martinica y a la de la Ciudad de Saint George, donde el propio Marryshow retuvo su escaño con relativa facilidad. Sin embargo, las elecciones marcaron el inicio de una larga preponderancia de Gairy sobre la política granadina, que se mantendría hasta su derrocamiento en 1979. La participación fue del 70,21% del electorado registrado.
La legislatura electa se reunió por primera vez el 7 de noviembre de 1951. Siguiendo a las elecciones y en consonancia con el aumento de la representación de los ciudadanos en la administración de Granada, tanto Gairy como Marryshow fueron elegidos miembros del Consejo Ejecutivo, verdadero órgano a cargo del gobierno de la colonia.

## Contexto
Aunque la esclavitud en Granada, una colonia del Imperio británico desde 1762, había sido abolida en 1834, las condiciones laborales de los descendientes de esclavos africanos se mantuvieron similares. La nuez moscada se introdujo en 1843, cuando un barco mercante hizo escala en camino a Inglaterra desde las Indias Orientales, convirtiéndose en el principal motor de la economía colonial. Durante la primera mitad del siglo xx, la clase terrateniente propietaria de la mayor parte de las tierras de la colonia representaban un porcentaje muy pequeño de la población total. En 1917, comenzaron los esfuerzos de organización política de la población nativa con la fundación de la Asociación de Gobierno Representativo (RGA) por parte del periodista Theophilus Albert Marryshow, que encabezó la lucha por un mayor autogobierno para Granada. Los esfuerzos de Marryshow lograron que se concediera a los granadinos el derecho a elegir cinco de los quince miembros del Consejo Legislativo que regía la colonia. Sin embargo, los estrictos requisitos de propiedad que exigía la legislación vigente para obtener el derecho a voto generó que solo un 4% de los granadinos pudieran votar en las elecciones.
La década de 1930 vio el surgimiento de movimientos sindicales poderosos en toda la región del Caribe anglófono, exigiendo mejores condiciones y un gobierno representativo para la mayoría de la población, compuesta por descendientes de esclavos africanos que continuaban trabajando sin derechos laborales. En Granada el surgimiento de este movimiento, aunque presente, fue mucho más tímido y se caracterizó por su lentitud. Marryshow, por entonces la principal figura política de Granada, jugó un papel en fundar la Asociación de Trabajadores de Granada, aunque durante este período su liderazgo giró hacia posturas cada vez más conservadores y buscó un enfoque de reforma gradual. En general, el sindicato presionó discursivamente por mejores condiciones laborales, pero no realizó las mismas acciones de presión y mantuvo una actitud más colaboracionista con los empleadores y con el gobierno británico. A lo largo de la década de 1940, mientras que muchas de las colonias insulares de la región experimentaron mejoras en sus situaciones laborales y dieron paso hacia la apertura política, Granada permaneció rezagada, lo que condujo a un aumento considerable de las tensiones sociales.
A partir de 1950, el liderazgo político y sindical de Marryshow comenzó a ser desafiado con el surgimiento de Eric Gairy, el cual había retornado a Granada (su país natal) luego de ser deportado desde Aruba por sus actividades sindicales el año anterior. Con un discurso personalista y carismático, Gairy logró atraer a numerosos trabajadores descontentos y registró la «Unión de Trabajadores Manuales y Metalúrgicos» (MMWU) y fue elegido presidente de la misma. El nuevo sindicato fundó el «Partido Popular de Granada» como brazo político y demandó a las autoridades coloniales un aumento salarial del 50% para todos los trabajadores de la Grenada Sugar Factory. El rechazo de las autoridades llevó a Gairy a declarar una huelga a la que 496 trabajadores adhirieron, con el respaldo de otros 430 campesinos de fincas aledañas, y a añadir a su demanda un aumento de 20% para todos los trabajadores de todas las plantaciones de cacao y nuez moscada. Las autoridades rechazaron las demandas y continuaron con su política de afectar el salario a los precios del cacao. Una caída de los precios del cacao a finales del año 1950 provocó el anuncio de rebajas salariales, mientras que los sindicatos afines al gobierno fracasaron en evitarlo, lo que reforzó el nuevo liderazgo de Gairy.
En enero de 1951, bajo el liderazgo de Gairy, se declararon una serie de huelgas que desembocaron en la primera gran huelga general en la historia de Granada. A la declaración de huelga de la mayoría de las plantaciones granadinas se sumaron una serie de disturbios violentos el 20 de febrero, con propiedades incendiadas, que recibieron el nombre de «días del Cielo Rojo». Al día siguiente, Gairy organizó una gran manifestación frente a la sede del Parlamento de Granada. Mientras el Parlamento estaba en sesión, exigió una reunión con el administrador de la isla, George Conrad Green. Green se negó a reunirse con Gairy y ordenó el arresto de este y de su asistente, Herbert Gayle, enviándolos a ambos a la isla de Carriacou. El arresto de Gairy enfrentó una condena generalizada y provocó reacciones negativas en toda la región, incluyendo de políticos afines al gobierno británico. Las protestas resultantes en Granada durante tres semanas siguientes, involucrando a 5.000 trabajadores agrícolas y alrededor de 1.500 empleados urbanos. Aunque fueron duramente reprimidas por la policía, con cuatro muertos y cinco heridos, estas no se detuvieron y forzaron al gobierno británico a capitular. El 5 de marzo, Green fue reemplazado como administrador por Robert Arundell. El 15 de marzo, Arundell ordenó la liberación de Gairy a cambio de que pusiera fin a la huelga.
A pesar de haber representado el mayor enemigo para el régimen colonial británico, Gairy pasó a cooperar con la administración vigente a fin de aumentar su propio poder personal. Tras su liberación, pronunció un discurso invitando a los obreros a volver a trabajar. A pesar de reconocer que Gairy era la única persona que podía detener la huelga, el gobierno británico adoptó una postura decididamente hostil, y las negociaciones entre las partes no fueron fáciles. La huelga se levantó formalmente el 19 de marzo, luego de que la administración y Gairy llegaran a un acuerdo que preveía el aumento salarial del 50% exigido por Gairy. Asimismo, por primera vez los trabajadores disfrutarían de vacaciones remuneradas. Gairy se anotó públicamente el triunfo, afirmando haber derrotado a la «esclavocracia» de la colonia. El 1 de agosto de 1951, el Consejo Legislativo aprobó una orden que exigía la implementación del sufragio universal para adultos de cara a las venideras elecciones.

## Sistema electoral
Bajo la normativa política vigente y la Orden sancionada por el Consejo Legislativo en agosto de 1951, Granada era una colonia dependiente de las Islas de Barlovento Británicas gobernada con una versión modificada del sistema Westminster. El Consejo Legislativo, compuesto por quince escaños, era el órgano a cargo de la legislación en la colonia y designaba dos miembros del Consejo Ejecutivo a cargo de la administración local. De estos quince escaños, siete serían designados por el gobierno británico, mientras que los ocho restantes serían elegidos directamente mediante un sistema de escrutinio mayoritario uninominal. Para este fin, cada una de las seis parroquias de la colonia, así como la Ciudad de Saint George y las islas de Carriacou y Pequeña Martinica elegirían un miembro del Parlamento por simple mayoría de votos. Cada candidato debía presentar un depósito electoral monetario de 25 libras esterlinas para poder presentarse, y lo perdería si recibiera menos del 12,5% de los votos válidamente emitidos en su circunscripción.

## Partidos contendientes
Tras establecer el Partido Popular de Granada como fuerza política, Gairy comenzó a confeccionar una lista de candidatos para presentar un candidato afín en cada escaño, mientras que él disputó el escaño representativo del área rural de la parroquia de Saint George. Inicialmente, Gairy buscó un acercamiento con Marryshow, por ser el político electoral más experimentado y reconocido de la isla, además de sus vínculos positivos con el gobierno británico. Gairy declaró que «su gobierno» eventual sería «un gobierno de políticos jóvenes», y que los políticos ancianos debían comprender la necesidad de implementar «nuevas ideas», pero declaró sentir un gran respeto personal por Marryshow, afirmando que sería un honor para él que accediera a presentarse como candidato del GPP. Sin embargo, Marryshow rechazó de plano su propuesta, describiendo a Gairy como un populista peligroso, y accedió a construir un liderazgo alternativo a él con apoyo de las autoridades británicas. El 4 de septiembre de 1951, mientras Marryshow se encontraba en una visita en Trinidad y Tobago, sus partidarios construyeron el Comité de Acción de Granada para apoyar la candidatura de Marryshow a la reelección en la circunscripción de la Ciudad de Saint George y coordinar el respaldo a candidaturas en las otras siete circunscripciones. Gairy respaldó la candidatura del abogado Alban Radix como oponente de Marryshow en la circunscripción capitalina.
| Circunscripción               | GPP                   | GAC                  | Independientes  | Independientes |
| ----------------------------- | --------------------- | -------------------- | --------------- | -------------- |
| Carriacou y Pequeña Martinica | Frederick Patterson   | Cyril Sylvester      |                 |                |
| Saint Andrew North            | Ruthven Keens-Douglas | Ralph Williams       | C. W. Morrison  |                |
| Saint Andrew South            | Franklyn Carlyle Noel | T. E. Noble Smith    | David Sylvester |                |
| Saint David                   | Thomas Joseph Gibbs   | Lewis Thomas         | D. W. Radix     | L. Sargeant    |
| Ciudad de Saint George        | Alban Radix           | Theophilus Marryshow |                 |                |
| Saint George                  | Eric Gairy            | Edward Mitchell      |                 |                |
| Saint John/Saint Mark         | H. A. McKie           | Clarence Ferguson    | G. A. Glean     |                |
| Saint Patrick                 | R. C. P. Moore        | William Copland      |                 |                |

## Resultados

### Nivel general
La elección resultó en una aplastante victoria para el Partido Popular de Granada de Eric Gairy, que obtuvo un 68,84% de los votos válidamente emitidos y ganó seis de los ocho escaños electos en el Consejo Legislativo. El triunfo más aplastante de la jornada fue el del propio Gairy, que logró un 81,77% de los votos en la circunscripción rural de Saint George. En general, el GPP dominó la votación en toda la isla principal de Granada y ganó los escaños parroquiales por márgenes holgados. Sus resultados más débiles fueron en el área urbana de Saint George, donde obtuvo un 43,79% de los votos, y en la circunscripción representativa de Carriacou y Pequeña Martinica, con un 47,43%. Su margen de victoria más bajo fue en Saint Andrew South, donde Franklyn Carlyle Noel obtuvo el 66,27% y fue el único de los seis candidatos electos del partido que no superó los dos tercios del total de votos válidos. La introducción del sufragio universal involucró cambios mayúsculos en el panorama político del país. El único parlamentario en ejercicio que logró obtener la reelección fue el propio Theophilus Marryshow, que logró un 56,21% de los votos en la circunscripción capitalina, mientras que Cyril Sylvester fue el único otro candidato del Comité de Acción de Granada que resultó electo, en Carriacou y Pequeña Martinica, con un 52,57% de los votos. T. E. Noble Smith, que estaba presente en el Consejo desde 1933 y buscó la reelección en Saint Andrew South, se ubicó en tercer lugar y ni siquiera logró los suficientes votos para retener su depósito.
|  | 68.84 % |

|  | 25.09 % |

|  | 6.06 % |

|  | 87.97 % |

|  | 12.03 % |

|  | 100.00 % |

|  | 70.21 % |

### Resultados por circunscripción
|  | 56.21 % |

|  | 43.79 % |

|  | 92.94 % |

|  | 7.06 % |

|  | 100.00 % |

|  | 71.69 % |

|  | 81.77 % |

|  | 18.23 % |

|  | 90.79 % |

|  | 9.21 % |

|  | 100.00 % |

|  | 70.77 % |

|  | 73.65 % |

|  | 20.65 % |

|  | 5.70 % |

|  | 90.36 % |

|  | 9.64 % |

|  | 100.00 % |

|  | 64.08 % |

|  | 72.11 % |

|  | 27.89 % |

|  | 89.08 % |

|  | 10.92 % |

|  | 100.00 % |

|  | 67.99 % |

|  | 72.38 % |

|  | 22.75 % |

|  | 4.87 % |

|  | 77.20 % |

|  | 22.80 % |

|  | 100.00 % |

|  | 69.83 % |

|  | 66.27 % |

|  | 24.45 % |

|  | 9.08 % |

|  | 81.54 % |

|  | 18.46 % |

|  | 100.00 % |

|  | 66.95 % |

|  | 77.55 % |

|  | 15.80 % |

|  | 6.09 % |

|  | 0.55 % |

|  | 92.74 % |

|  | 6.26 % |

|  | 100.00 % |

|  | 63.54 % |

|  | 52.57 % |

|  | 47.43 % |

|  | 97.63 % |

|  | 2.37 % |

|  | 100.00 % |

|  | 75.18 % |